# Marcel Tanzmayr
Marcel Tanzmayr (* 13. Jänner 2002 in Wien) ist ein österreichischer Fußballspieler.

## Karriere

### Verein
Tanzmayr begann seine Karriere beim FC Gänserndorf Süd. Zur Saison 2013/14 wechselte er zum SV Strasshof. Im April 2016 kam er in die AKA St. Pölten, in der er fortan sämtliche Altersstufen durchlief.
Im Februar 2020 wechselte er zum Bundesligisten SKN St. Pölten, bei dem er einen bis Juni 2022 laufenden Vertrag erhielt. Sein Debüt in der Bundesliga gab er im Juli 2020, als er am 32. Spieltag der Saison 2019/20 gegen den SCR Altach in der 78. Minute für Issiaka Ouédraogo eingewechselt wurde. In der Saison 2020/21 kam er zu zehn Bundesligaeinsätzen, in denen er ein Tor erzielte. Mit dem SKN stieg er zu Saisonende allerdings in die 2. Liga ab.
In der zweithöchsten Spielklasse konnte sich der Stürmer allerdings weiterhin nicht durchsetzen und kam bis zur Winterpause 2021/22 zu drei Einsätzen. Im Februar 2022 wurde sein Vertrag in St. Pölten schließlich aufgelöst und er wechselte zum Regionalligisten First Vienna FC. Für die Vienna kam er bis zum Ende der Saison 2021/22 jedoch nie zum Einsatz. Zu Saisonende stiegen die Wiener in die 2. Liga auf.
Nach 33 Zweitligaeinsätzen wechselte er zur Saison 2024/25 leihweise zum Regionalligisten FC Marchfeld Donauauen. Für Marchfeld absolvierte er 28 Partien in der Regionalliga Ost, in denen er siebenmal traf. Zur Saison 2025/26 kehrte er nicht mehr nach Wien zurück, sondern wechselte in die Regionalliga Mitte zum ASK Voitsberg.

### Nationalmannschaft
Tanzmayr debütierte im September 2018 gegen Zypern für die österreichische U-17-Auswahl.